# Johannes Leipoldt
Johannes Leipoldt (* 20. Dezember 1880 in Dresden; † 22. Februar 1965 in Leipzig) war ein deutscher evangelischer Theologe und Religionswissenschaftler  mit dem Forschungsschwerpunkt  Neues Testament. Er gehörte der Bewegung der  Deutschen Christen an.

## Leben und Leistungen
Leipoldt war der Sohn des Gymnasialprofessors Gustav Leipoldt (1850–1910) und der Elise Martha Leipoldt (1852–1938). Er besuchte das Königliche Gymnasium in Dresden und nahm 1899 nach bestandenem Abitur das Theologie- und Orientalistikstudium in Berlin auf, wechselte aber noch im gleichen Jahr nach Leipzig. Im Juli 1903 veröffentlichte er eine Monographie über Schenute von Atripe. Mit dieser Arbeit über das koptische Christentum des 4. und 5. Jahrhunderts promovierte er zum Doktor der Philosophie, Ende Juli 1905 folgte die theologische Promotion.

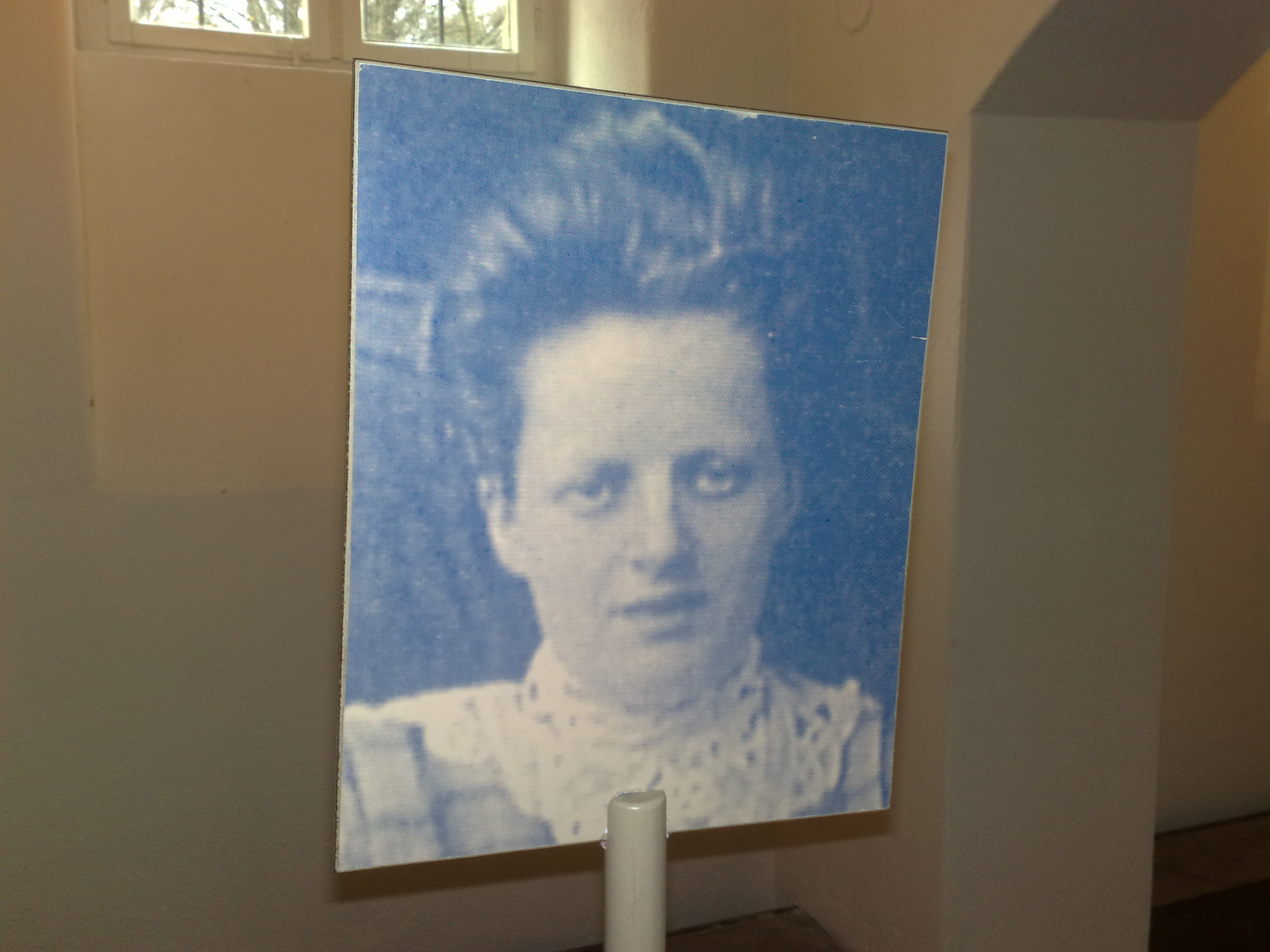
Käte Leipoldt

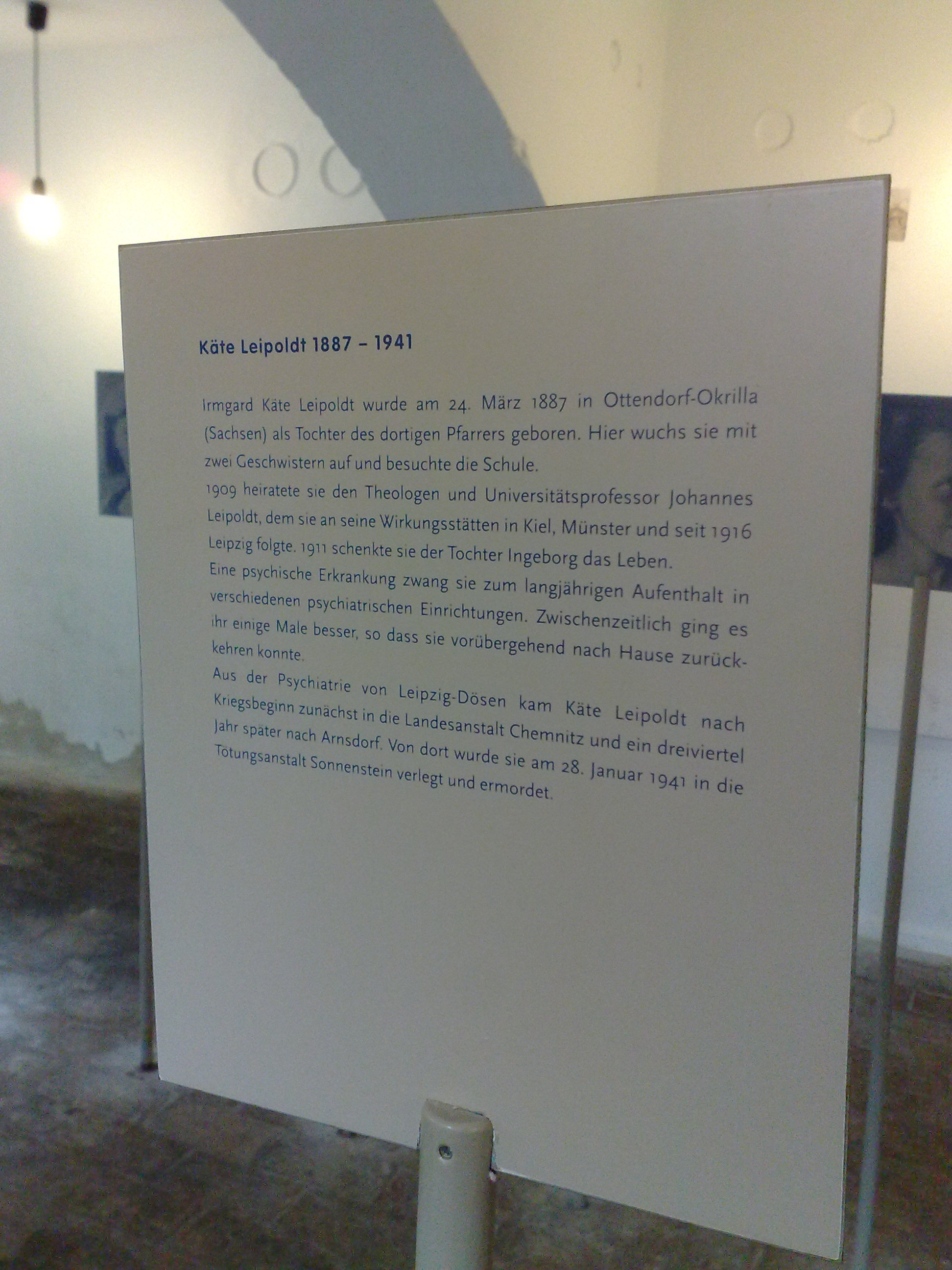
Käte Leipoldt

Johannes Leipoldt heiratete am 11. Oktober 1909 die Pfarrerstochter Irmgard Käte Werner (* 24. März 1887 in Ottendorf-Okrilla; offiziell † 10. Februar 1941 in Schloss Hartheim; tatsächlich † 28. Januar 1941 in der Tötungsanstalt Pirna-Sonnenstein). Dieser Verbindung entstammte die Tochter Ingeborg Leipoldt (* 14. Februar 1911). Für Käte Leipold wurde 2007 ein Stolperstein in Leipzig, Waldstraße 59 verlegt. Seine Habilitationsschrift befasste sich mit einer Abhandlung über Didymus den Blinden, er wurde zunächst in Leipzig, dann in Halle Privatdozent. 1909 erhielt er an der Universität Kiel eine ordentliche Professur für Neues Testament und wechselte 1914 nach Münster. 1916 folgte er einem Ruf nach Leipzig, wo er den Lehrstuhl seines Lehrers Georg Heinrici übernahm.
1933 verfasste Leipoldt die Schrift Antisemitismus in der alten Welt, 1939 wurde er Mitglied des Instituts zur Erforschung und Beseitigung des jüdischen Einflusses auf das deutsche kirchliche Leben. Nach 1945 war er Domherr des Hochstifts Meißen und erhielt eine Professur mit Lehrstuhl für Neutestamentliche Wissenschaft in Leipzig. Er wurde als ordentliches Mitglied in die Sächsische Akademie der Wissenschaften aufgenommen und 1954 mit dem Vaterländischen Verdienstorden in Silber und 1960 in Gold ausgezeichnet.  Zu seinen Schülern gehörten unter anderem Walter Grundmann und Carl Schneider.
Leipoldt war von 1953 bis 1963 als Vertreter der Blockpartei CDU der DDR Abgeordneter der Volkskammer.

## Publikationen (Auswahl)
- Schenute von Atripe und die Entstehung des national ägyptischen Christentums (= Texte und Untersuchungen zur Geschichte der altchristlichen Literatur. Neue Folge, Band 10, Heft 1). Hinrichs, Leipzig 1903.
- Vom Jesusbilde der Gegenwart. 6 Aufsätze. Dörffling & Franke, Leipzig 1913.
- Die männliche Art Jesu. Reichert, Leipzig 1918.
- Urchristentum und Gegenwart. Herrenhut, Winter 1920.
- Hat Jesus gelebt? Dörffling & Franke, Leipzig 1920.
- Jesus und die moderne Menschheit. Eger, Leipzig 1920.
- Jesus und die Frauen. Bilder aus der Sittengeschichte der alten Welt. Quelle & Meyer, Leipzig 1921.
- War Jesus Jude? In: Neues Testament und Religionsgeschichte. Deichert, Leipzig 1923.
- Die urchristliche Taufe im Lichte der Religionsgeschichte. Verlag von Dörffling & Franke, Leipzig 1928
- Antisemitismus in der alten Welt. 1933.
- Artgemäßes Christentum. Leipzig 1935.
- Jesu Verhältnis zu Griechen und Juden. Germanentum, Christentum und Judentum. Veröffentlichung des Instituts zur Erforschung des jüdischen Einflusses auf das kirchliche Leben, Leipzig 1941.
- Der römische Kaiser Julian in der Religionsgeschichte. Akademie-Verlag, Berlin 1964.
- Der soziale Gedanke in der altchristlichen Kirche. Leipzig, 1970.